# Dhaulagiri (Zone)
Dhaulagiri (Nepali धौलागिरी अञ्चल Dhaulagiri Anchal) war eine der 14 ehemaligen Verwaltungszonen in Nepal. 
Sie war nach dem höchsten Berg der Zone, dem Dhaulagiri, benannt und lag in der damaligen Entwicklungsregion West in Zentral-Nepal. Die Verwaltungszone erstreckte sich über das obere Flusstal des Kali Gandaki sowie das Bergland südlich des Dhaulagiri-Massivs. Verwaltungssitz der Zone war die Stadt Baglung.
Die Zone bestand aus folgenden 4 Distrikten:
- Baglung
- Mustang
- Myagdi
- Parbat

Durch die Verfassung vom 20. September 2015 und die daraus resultierende Neugliederung Nepals in Provinzen wurden die Distrikte dieser Zone der neugeschaffenen Provinz Gandaki (anfangs Provinz Nr. 4) zugeordnet.